# Хьюгс, Питер
Ричард Джеймс Мулкахи (англ. Peter Hughes, ирл. Peter Hughes; ? — 24 июня 1954, Дублин, Ирландия) — ирландский государственный деятель, министр обороны Ирландского Свободного государства (1924—1927).

## Биография
С 1921 по 1923 г. являлся депутатом Палата представителей от «Шинн Фейн» от избирательного округа Лаут-Мит. В 1922 г. поддержал Коллинза и англо-ирландское соглашение. Выйдя из партии, вступил в «Куманн на нГаэдхал», которую представлял в парламенте с 1923 по 1927 г. от округа Лаут.
В 1924—1927 гг. занимал пост министра обороны и члена Исполнительного совета Ирландского свободного государства.
Впоследствии с 1938 по 1948 гг. входил в состав Палаты представителей от Фине Гэл от избирательного округа Карлоу-Килкенни.